# Røa Idrettslag
El Røa IL es un club esportiu fundat al 1900 de Røa, un suburbi d'Oslo, amb seccions de futbol, bandy, gimnàsia i esqui.
La secció femenina de futbol va ser creada al 1984 i és coneguda popularment com a Røa Dynamite Girls. Del 2006 al 2011 va guanyar 4 Lligues i 4 Copes, i va alcançar els quarts de final de la Lliga de Campions 2009/10. A les temporades següents ha acabat la lliga entre la 3ª i la 8ª posició.

## Títols
- 4 Lligues de Noruega
  - 2007, 2008, 2009, 2011
- 4 Copes de Noruega
  - 2006, 2008, 2009, 2010

| Edició |               | 1ª Fase previa ¹ | 2ª Fase previa ¹ | Quarts de final | Semifinals | Final |
| ------ | ------------- | ---------------- | ---------------- | --------------- | ---------- | ----- |
| 08/09  |               | FC Honka         | 1.FFC Frankfurt  |                 |            |       |
| Edició | Fase previa ¹ | Setzens de final | Vuitens de final | Quarts de final | Semifinals | Final |
| 09/10  |               | Everton FC       | Zvezda Perm      | Turbine Potsdam |            |       |
| 10/11  |               | Zorka-BDU Minsk  | Zvezda Perm      |                 |            |       |
| 12/13  |               | BIIK Kazygurt    | VlF Wolfsburg    |                 |            |       |

- ¹ Fase de grups. Equip classificat pillor possicionat en cas d'eliminació o equip eliminat millor possicionat en cas de classificació.